# Ти знаєш, що ти — людина
«Ти знаєш, що ти – людина» — вірш Василя Симоненка, написаний 16 листопада 1962 року.

## Історія написання поезії
Ставлення до людини як до гвинтика, яке принижувало людину, її гідність, убивало її творчий дух – змусило написати В. Симоненка вірш «Ти знаєш, що ти – людина?» Поезія належить його збірці «Земне тяжіння». Завдання кожної особистості, кожної людини – дати відповідь на питання, яке містить назва програмового вірша В. Симоненка.

## Тема
Роздуми письменника про швидкоплинність життя, протягом якого кожен повинен встигнути покохати, зробити добрі справи.

## Ідея
Неповторність і цінність кожної людини як особистості, заклик раціонально використовувати час, відведений на життя, поспішати жити.

## Основна думка
Людина – велике творіння землі, вмій з гордістю носити це ім’я, кожна людина неповторна.

## Композиція
Поезія починається з риторичних запитань, після чого В. Симоненко вмотивовано пояснює, який сенс людини на землі, її призначення та швидкоплинність життя. Людина повинна поспішати жити, робити добрі справи, залишаючи по собі слід. Вірш складається з чотирьох куплетів, кожний з яких містить по п’ять рядків.

## Проблематика твору
- людина і суспільство (призначення людини на землі);
- індивідуальність кожної людини;
- швидкоплинність часу і життя.

## Художні особливості поезії

#### Повтори
Усмішка твоя – єдина,
Мука твоя – єдина,
Очі твої – одні.

#### Риторичні запитання
«Ти знаєш, що ти – людина?»
«Ти знаєш про це чи ні?»

#### Риторичний оклик
«Гляди ж не проспи!»

#### Епітети
«люди добрі, ласкаві, злі», «усмішка, мука єдина».

##### Епіфора (єдинокінець)
«І жити спішити треба,  Кохати спішити треба»;

##### Анафора (єдинопочаток)
«Інші ходитимуть люди,  Інші кохатимуть люди»;

## Ідейний зміст поезії
Вірш «Ти знаєш, що ти – людина?» простий. За філософською наснаженістю, могутньою гуманістичною напругою він належить до найвищих досягнень не тільки поезії Василя Симоненка, а й усієї української літератури. Питання – «Ти знаєш, що ти – людина?» – має глибокий філософський підтекст. Людина повинна знати, що вона – не бездушний гвинтик.  Має право на свободу, на визначення своєї людської гідності, на можливість жити так, як хоче, і має право на щастя. 

## Текст вірша
Ти знаєш, що ти — людина?
Ти знаєш про це чи ні?
Усмішка твоя — єдина,
Мука твоя — єдина,
Очі твої — одні.

Більше тебе не буде.
Завтра на цій землі
Інші ходитимуть люди,
Інші кохатимуть люди —
Добрі, ласкаві й злі.

Сьогодні усе для тебе —
Озера, гаї, степи.
І жити спішити треба.
Кохати спішити треба. —
Гляди ж не проспи!

Бо ти на землі — людина,
І хочеш того чи ні —
Усмішка твоя — єдина,
Мука твоя — єдина,
Очі твої — одні.

## Музика
- Пісня «Ти знаєш, що ти людина» у виконанні Артема Пивоварова (2023) на Youtube
- Пісня «Ти знаєш, що ти - людина» у виконанні Langaliers’ Kiss (2023) на Youtube Music